# 团结乡 (永善县)
团结乡，是中华人民共和国云南省昭通市永善县下辖的一个乡镇级行政单位。

## 行政区划
团结乡下辖以下地区：
团结村、大毛村、苏田村、联合村、东胜村、向阳村、双河村、新田村和花石村。